# ATV Basilea 1862
L'ATV Basilea è una squadra di pallamano maschile svizzera con sede a Basilea.

## Palmarès

### Titoli nazionali
- Campionato svizzero: 2
1966-67, 1971-72.